# Bangana yunnanensis
Bangana yunnanensis е вид лъчеперка от семейство Шаранови (Cyprinidae).

## Разпространение и местообитание
Видът е разпространен в Камбоджа, Китай (Юннан), Лаос и Тайланд.
Обитава сладководни басейни и реки.